# Acacia macilenta
Acacia macilenta är en ärtväxtart som beskrevs av Joseph Nelson Rose. Acacia macilenta ingår i släktet akacior, och familjen ärtväxter. Inga underarter finns listade i Catalogue of Life.